# 斎藤裕仁
斎藤裕仁（さいとう ひろひと、1988年〈昭和63年〉12月14日 - ）は日本の実業家、アーティスト。愛称はひろくん、チャラうなぎ御曹司。
株式会社鹿児島鰻代表取締役社長。その他４つの関連会社の社長も務める。鹿児島鰻の直営店「うなぎ仁」を福岡市内で経営。年商は４０億円。

## 来歴
鹿児島県生まれ。幼少期は裕福な家庭ではなく、野球に打ち込む日々を送る。中学時代から親元を離れ、甲子園常連の強豪校である学校法人神村学園高等部に進学する。高校の野球部では主将を務め、甲子園にも出場した。東海大学海洋学部水産学科中退。家業であるうなぎの養殖を学ぶために東海大学海洋学部に進学するも、株式会社鹿児島鰻を経営していた父の病気により、急遽大学を中退し、家業である株式会社鹿児島鰻に入社。将来は父の後を継ぐことを決意し、下積みから経験する。その後、19歳から下積み生活を送り、30歳にして、株式会社鹿児島鰻代表取締役社長に就任した。
株式会社鹿児島鰻は、業界の中で養殖場のシェア日本一であり、年間1000t以上のうなぎを生産・出荷している。法律上、うなぎの稚魚の池入れ数量が決められているため、原則新規参入はできない。よって、これからも国内最大の生産規模が続くという。

## 人物
奇抜なファッション、風貌からチャラうなぎ御曹司の愛称で親しまれている、多彩な才能からアーティストとしての顔も持ち、2020年には初のCDデビューが決まっている。好きな女性のタイプは中条あやみ、みちょぱ、テリテリ（韓国のモデル）と公言している。車好き、時計好きとしても知られており、愛車はロールス・ロイス、ベントレー、ランボルギーニ、メルセデスベンツ、レンジローバー、レクサスなど。時計は１億２千万円のオーデマピゲを愛用している。
また、Instagramには、熱狂的なファンクラブが存在する。その名も#teamひろ。

## 出演

### テレビ
過去の出演番組
- オオカミ少年（2020年3月、TBSテレビ）
- じっくり聞いタロウ〜スター近況（秘）報告〜（2020年5月、テレビ東京）